# Karel Kaufman
Karel Joseph Kaufman (ur. 29 kwietnia 1898 w Amsterdamie, zm. 10 grudnia 1977 w Haarlemie) – holenderski piłkarz, a także trener.

## Kariera piłkarska
Przez całą karierę Kaufman związany był z zespołem Achilles 1894.

## Kariera trenerska
W 1940 roku Kaufman był tymczasowym trenerem Feyenoordu. W marcu 1946 roku został selekcjonerem reprezentacji Holandii. W roli tej zadebiutował 10 marca 1946 roku w wygranym 6:2 towarzyskim meczu z Luksemburgiem. Holandię poprowadził jeszcze w trzech spotkaniach, a w listopadzie 1946 roku odszedł ze stanowiska. Potem jeszcze dwukrotnie pełnił funkcję trenera reprezentacji. Najpierw w 1949 roku, kiedy to poprowadził ją w dwóch meczach, a potem w 1954 roku - w jednym.
| L.p. | Data                 | Przeciwnik | Rezultat | Rozgrywki       |
| ---- | -------------------- | ---------- | -------- | --------------- |
| 1.   | 10 marca 1946        | Luksemburg | 6:2      | mecz towarzyski |
| 2.   | 12 maja 1946         | Belgia     | 6:3      | mecz towarzyski |
| 3.   | 30 maja 1946         | Belgia     | 2:2      | mecz towarzyski |
| 4.   | 27 listopada 1946    | Anglia     | 2:8      | mecz towarzyski |
| 5.   | 13 marca 1949        | Belgia     | 3:3      | mecz towarzyski |
| 6.   | 23 kwietnia 1949     | Francja    | 4:1      | mecz towarzyski |
| 7.   | 24 października 1954 | Belgia     | 3:4      | mecz towarzyski |

## Źródła
- Profil na eu-football.info (ang.)